# Club Penguin (franciză)
Club Penguin este o franciză media creată de Disney care a început în anul 2005, odată cu lansarea jocului MMO Club Penguin.
Deși jocul original sa încheiat în 2017, franciza "trăiește" cu reboot-uri ale jocului original, precum Club Penguin Rewritten.

## Jocuri video

### Club Penguin
Articolul principal: Club Penguin
Club Penguin este un joc online multiplayer masiv (MMO) care a durat din 2005 până în 2017, creat de New Horizon Interactive (cunoscut mai târziu sub numele Disney Canada Inc. după achiziția jocului de către Disney). Rosa Luxe, un pinguin celebru în joc, a primit franciza în 2017.

### Club Penguin Island
Articolul principal: Club Penguin Island
Începând cu jumătatea lunii noiembrie 2016, Disney Interactive a anunțat un mediu de joc mobil legat, dar separat, numit Club Penguin Island, pentru a deveni disponibil în anumite limbi și zone în 2017. Preînregistrarea era disponibilă pentru rezervarea numelor de jucători. 30 ianuarie 2017, a fost anunțat că jocul original va fi întrerupt la 29 martie 2017. [3] Jocul a fost lansat în întreaga lume pentru dispozitivele mobile pe 30 martie 2017, în aceeași zi când Club Penguin sa oprit. Pe 30 noiembrie 2017, jocul a fost lansat pe Windows și MacOS. În 27 septembrie 2018, Disney a confirmat întreruperea iminentă a Club Penguin Island într-o scrisoare obținută de site-ul Kotaku [4] și într-un post pe blog.

### Jocuri video pentru console
Seria de jocuri video de la Club Penguin este o serie de jocuri de partid pentru Wii și Nintendo DS, bazate pe jocul online popular Club Multiplayer al lui Disney, Club Penguin. Acestea sunt publicate de Disney Interactive Studios.

### Nintendo DS
Club Penguin: Elite Penguin Force a fost lansat în SUA pe 25 noiembrie 2008, în Europa pe 13 martie 2009, iar în Australia pe 16 aprilie 2009. În septembrie 2009, a fost lansată ediția Collector's Edition și a inclus upgrade-uri la joc și caracteristici suplimentare. Club Penguin: Elite Penguin Force a fost lansat de Disney pentru Nintendo DS pe 25 noiembrie 2008. Ca membri ai "Elite Penguin Force", jucătorii au rezolvat mistere în jurul Club Penguin. Jocul conține mini-jocuri de la Club Penguin; monedele câștigate de mini-jocuri pot fi transferate în contul jucătorului Club Penguin.
Club Penguin: Elite Penguin Force – Herbert's Revenge este o continuare a jocului Club Penguin: Elite Penguin Force. A fost lansat pe 25 mai 2010 în America de Nord, 25 iunie 2010 în Europa și 8 iulie 2010 în Australia și Noua Zeelandă. [Citare este necesară] Jocul începe ca jucător și foști membri din PSA sunt recrutați pentru a face parte din EPF. Sunteți înscriși în 6 misiuni PSA diferite, începând cu Secretul Furului și 4 misiuni EPF exclusiviste, cu principalul antagonist, Herbert ursul. Herbert's Revenge a fost anunțat pe data de 13 februarie 2010, cu o ediție din mai 2010. Un "pinguin misterios" asemănător caracterului stabilit anterior Dot the Disguise Gal a fost un personaj major în joc.
Acum (online, în Club Penguin) magazinul sportiv (unde a fost localizat sediul PSA) a fost transformat în "Facultatea de telefonie zilnică", iar acum oricine care a fost un agent PSA și a luat "testul" nu mai este un PSA agent, dar acum este un agent EPF, oamenii care erau deja agenți ai EPF (și au putut accesa Camera de Comandă a EPF prin dulapul din sediul PSA) nu mai au niciun beneficiu, în timp ce membrii care au introdus un cod din "răzbunarea lui Herbert" apelați acum jocul "Flare" de la elită folosind butonul de fluierat pe telefonul EPF și efectuează o acțiune specială atunci când stați sau dansați cu puffle, deși în curând veți putea obține mai multe puffles prin intermediul telefonului EPF.

### Wii
În 2010, Disney Interactive Studios a anunțat planurile pentru Club Penguin: Game Day!, un joc pentru Wii. Sa raportat că jocul a fost lansat pe 21 septembrie 2010 în S.U.A. [11] Se spune că jocul ar implica jucători care lucrează ca o echipă care încearcă să câștige terenuri pe o insulă, cu scopul de a cuceri insula. Jocul se baza pe mai multe jocuri interactive, dintre care unele erau versiuni 3D ale jocurilor apoi jucate și jocuri care au apărut doar la Târgul de toamnă (cum ar fi Puffle Paddle) din Club Penguin. Jucătorii au putut să-și personalizeze pinguinii și să-și aleagă echipa (albastru, roșu, galben sau verde). Orice puncte câștigate în jocul Wii ar putea fi sincronizate cu Club Penguin.
Club Penguin: Game Day! a fost dezvoltat de compania Artoon și lansat în septembrie 2010. Jocul poate fi jucat de până la 4 persoane simultan. Există, de asemenea, un singur mod de jucător. Club Penguin: Ziua Jocurilor! iar ratingul său a fost găsit pentru prima dată pe site-ul ESRB în aprilie 2010, dar a fost eliminat înainte de luna mai, deoarece jocul nu a fost anunțat la acel moment. Acesta a fost apoi anunțat oficial pe 10 iunie 2010. Descriptorul ESRB a fost reluat în iulie 2010. În joc, jucătorii pot crea și personaliza un pinguin 3D și pot concura într-o varietate de provocări. De fiecare data cand jucatorii invinge o provocare, cuceri un teritoriu pe insula. Scopul final al jucătorilor este de a cuceri cât mai mult teritoriu posibil. O dată, jucătorii ar putea transfera monede, articole și timbre în contul său Club Penguin. Cu toate acestea, acest lucru nu mai funcționează din 20 mai 2014 la ora 10.30 EST, când Nintendo a încetat suportul Wi-Fi cu Nintendo DS și Wii.

## Televiziune
Compania britanică Factory a produs trei specialități TV bazate pe joc, un televizor de Crăciun special, intitulat We Wish You a Merry Walrus, difuzat pe Disney Channel în Marea Britanie pe 17 decembrie 2014. [15] Un sequel la We Wish You a Merry Walrus, o vară specială intitulată Club Penguin: Partidul Monster Beach a fost de asemenea produs și prezentat pe Disney Channel în Marea Britanie pe 10 august 2015. Un Halloweenspecial bazat pe joc, Club Penguin: Halloween Panic! , a avut premiera pe Disney Channel UK pe 25 octombrie 2015.

## Cărți
În cinstea celei de-a treia aniversări a clubului Penguin în 2008, Club Penguin a lansat cărți publicate sub numele Snowball Press. În afara lumii virtuale, astfel de cărți au fost publicate de Grosset & Dunlap și au inclus ghiduri pentru joc, precum și " alege-ți-ai-propria-aventură "- cărți de stil. Seria include Ghidul Ultimat oficial al Clubului Penguin Volumul 1 de la Ladybird Books, Stowaway! Aventuri pe mare de către Tracey West, Stuck on Puffles de cărțile Ladybird și Waddle Lot of Laughs de Rebecca McCarthy.
Pe 3 februarie 2018, Club Penguin Island a lansat o e-carte intitulată "Dorința pe o Squidwhich" care putea fi citită prin intermediul aplicației Disney Story Central. Jucătorilor li sa dat un cod pentru a obține cărțile electronice gratis. Codul a expirat la 31 martie 2018. Cartea a urmat povestea despre un pinguin determinat numit Leedah și despre călătoria sa pe insulă pentru a-și descoperi talentul special.